# 切斯特 (明尼蘇達州)
切斯特（英語：Chester）是位於美國明尼蘇達州奧姆斯特德縣馬里昂鎮區的一個非建制地區。

## 地理
切斯特所處的海拔為高於海平面347米（即1138英呎），而該地所採用的時區為UTC-6，即北美中部時區（CST）。同時該地設有夏令時間，為UTC-6調快一小時，即UTC-5（CDT）。